# Distretto di Taywara
Il distretto di Taywara (Teyvareh) è un distretti dell'Afghanistan che si trova nella parte meridionale della provincia del Ghowr. La popolazione è di 77.800 abitanti. Il centro distrettuale è Taywara.
Il distretto si sviluppa su un territorio montuoso e durante il periodo invernale le strade sono spesso impraticabili.